# Equinoxe Infinity
Equinoxe Infinity è il ventesimo album in studio del musicista di musica elettronica francese Jean-Michel Jarre, pubblicato nel 2018.
Dopo quaranta anni esce l'album che prosegue la storia di Équinoxe, pubblicato nel 1978.
L'album è uscito in versione CD-Digipack, CD-Jewel Case, Box 4CD Edizione Deluxe e Vinile.

## Tracce
1. THE WATCHERS (movement 1) – 2:58
2. FLYING TOTEMS (movement 2) – 3:54
3. ROBOTS DON'T CRY (movement 3) – 5:44
4. ALL THAT YOU LEAVE BEHIND (movement 4) – 4:01
5. IF THE WIND COULD SPEAK (movement 5) – 1:32
6. INFINITY (movement 6) – 4:14
7. MACHINES ARE LEARNING (movement 7) – 2:07
8. THE OPENING (movement 8) – 4:16
9. DON'T LOOK BACK (movement 9) – 3:36
10. EQUINOXE INFINITY (movement 10) – 7:33